# Махачкала
Махачкала (на руски: Махачкала́, аварски: МахIачхъала) е град в Русия, столица на Дагестан. Градът е разположен на западното крайбрежие на Каспийско море, в подножието на планината Таркитау, част от планинската верига на Кавказ. Махачкала има население от 468,7 хил. жители (2010), a градската му агломерация наброява 558 хил. жители (2010). Градът е разположен на координати 42°59′ с. ш. 47°30′ и. д. / 42.983333° с. ш. 47.5° и. д..

## История
Градът е основан през 1844 година като руско военно укрепление Петровское, което сред местните планински народи е наричано Анджи кала. През 1857 година селището получава статут на град и е наречено Порт Петровск. Градът е наименуван така по известна легенда, според която по време на Персийския поход от 1722 година, на това място е била разположена войската на Петър I. През 1870 година е построен изкуствен залив и пристанище. През периода от 1894 – 1896 година, градът е свързан с Владикавказ и Баку чрез железопътна линия.
В края на 19 и началото на 20 век, в Порт Петровск са построени нефтепреработвателни заводи, хартиена и тютюнева фабрика.
През 1921 година, градът е преименуван на Махачкала в чест на дагестанския революционер Мохамед Али Дахадаев по прякор „Махача“ (1882 – 1918). Името е образувано, като са слети думите „Махач“ и турската дума кала (калѐ) – град, крепост.
От 1921 до 1990 година, Махачкала е столица на Дагестанската АССР, а след това и на Република Дагестан. Махачкала силно пострадва по време на земетресението на 14 май, 1970 година.
Само на 5 – 6 km от Махачкала, в планината Таркитау, се намира село Тарки, на мястото на което според преданието през 7-10 век е съществувал хазарския град Семендер, който приблизително до 723 година е столица на Хазарския каганат. По-късно селището прераства в аул Тарки с 3 джамии.

## География
Махачкала е разположен в близост до полите на Кавказ, и в тясна ивица от ниско разположени равнини на западния бряг на Каспийско море.

## Климат
Климатът на града е умерен и отчасти степен. Средната годишна температура е 12,1 °C. Лятото е горещо и сухо, и средната температура на летните месеци е около 20 °C. Максималните дневни летни температури достигат 36 – 38 °C. Зимата е мека с много валежи. Средна температура през зимата е от 1 до -3 °C, а през нощта пада под нулата. Годишното количество на валежи е между 410 mm и 450 mm, а средната влажност на въздуха – около 70% (през зимата достига до 80%).
- Средна годишна температура – 12,1 C°
- Средна скорост на вятъра – 4,3 m/s
- Средна влажност на въздуха – 76%

| Средни месечни температури за Махачкала |          |          |          |         |         |         |         |         |         |         |         |          |
| Месец                                   | Яну      | Фев      | Мар      | Апр     | Май     | Юни     | Юли     | Авг     | Сеп     | Окт     | Ное     | Дек      |
| Рекордно високи температури             | 19.0 C°  | 20.9 C°  | 28.8 C°  | 33.4 C° | 35.1 C° | 36.1 C° | 37.6 C° | 38.7 C° | 35.0 C° | 28.9 C° | 23.1 C° | 20.1 C°  |
| Нормално високи температури             | 3.9 C°   | 3.5 C°   | 7.5 C°   | 14.6 C° | 20.3 C° | 25.7 C° | 28.6 C° | 28.0 C° | 23.3 C° | 16.7 C° | 10.4 C° | 5.8 C°   |
| Нормално ниски температури              | -2.2 C°  | −2 C°    | 1,6 C°   | 7 C°    | 12,2 C° | 17,5 C° | 20,7 C° | 20,3 C° | 16,1 C° | 10,2 C° | 4,6 C°  | 0,2 C°   |
| Рекордно ниски температури              | -25.1 C° | -22.0 C° | -13.5 C° | -13 C°  | -5.1 C° | 0.3 C°  | 5.8 C°  | 9.7 C°  | 8.0 C°  | 0.7 C°  | -6.6 C° | -19.7 C° |
| Валеж                                   | 24 mm    | 27 mm    | 22 mm    | 16 mm   | 17 mm   | 25 mm   | 25 mm   | 23 mm   | 41 mm   | 41 mm   | 39 mm   | 30 mm    |
| Източник: Weather.com                   |          |          |          |         |         |         |         |         |         |         |         |          |

## Население
| Година | Население |
| ------ | --------- |
| 1861   | 2100      |
| 1897   | 8200      |
| 1914   | 24 800    |
| 1939   | 86 800    |
| 1959   | 119 000   |
| 1970   | 186 000   |
| 1989   | 317 500   |
| 2002   | 462 400   |
| 2009   | 465 900   |

## Музеи и картинни галерии
- Дагестански изложбен обединен исторически и архитектурен музей
- Музей на изобразителното изкуство
- Музей на бойната слава
- Републикански музей
- Музей на П. С. Гамзатов

## Кинотеатри
- Кинотеатър Русия
- Кинотеатър Дружба
- Кинотеатър Октябър
- Кинотеатър Пирамида

## Побратимени градове
Побратимените градове на Махачкала са:
- Сипинг, Китай.
- Спокан, Вашингтон, САЩ.
- Владикавказ, Русия.
- Олденбург, Германия
- Ялова, Турция.
- Сфакс, Тунис.